# Park & Charge
Park & Charge war eine europäische Ladeinfrastruktur für Solarfahrzeuge und Elektrofahrzeuge. Der Betrieb wurde zum 31. Januar 2019 eingestellt. Einige Standorte bleiben weiterhin nutzbar.
Auf für Elektromobile reservierten Parkplätzen wurden einfache abschließbare Ladestationen aufgestellt, die alle notwendigen Sicherungseinrichtungen aufwiesen. Zugang dazu hatten Park & Charge-Benutzer. Da die E-Mobile im Allgemeinen energieeffizient sind, wurden an den Park-&-Charge-Ladestationen relativ kleine Strommengen umgesetzt. Durch Verzicht auf aufwändige Technik und mit einfachsten organisatorischen Maßnahmen wie der pauschalen Verrechnung (Flatrate) der bezogenen Energie wurden auch die administrativen Kosten niedrig gehalten.
Park & Charge betreibt seit 1998 eine Datenbank, in der Standorte der Ladestationen veröffentlicht werden. Die LEMnet-Datenbank ist offen auch für andere Anbieter und hat sich zu einer zentralen Übersicht von Ladepunkten in Europa entwickelt und bleibt weiterhin in Betrieb.

## Geschichte
Im Jahr 1992 wurden im Rahmen des „Pilot- und Demonstrationsprojektes (P & D)“ des Bundesamtes für Energie in Bern die ersten vier Standorte von Park & Charge aufgebaut. Nach einer dreijährigen Versuchsphase konnte das Projekt in den regulären Betrieb überführt werden. Der „Elektromobil Club der Schweiz“ (ECS), welcher schon das Projekt begleitet hatte, übernahm die finanzielle und rechtliche Verantwortung für Park & Charge. In der Folgezeit entwickelte sich Park & Charge so gut, dass es eine eigene Rechtsform benötigte. Ende 1997 wurde Park & Charge als eigenständiger Verein gegründet (Präsident: Wilfried Blum, Geschäftsführer: Eduard Stolz).
Park & Charge wurde auch außerhalb der Schweiz verfügbar. In Deutschland wurde 1997 vom Bundesverband Solare Mobilität die Arbeitsgemeinschaft Park & Charge zum Betrieb gegründet. Seit 1999 gibt es auch Park-&-Charge-Stationen in Italien und Österreich. In Österreich hat VLOTTE seit 2010 den Betrieb übernommen, ein Projekt der „Vorarlberger Elektroautomobil Planungs- und Beratungs GmbH“ im Verbund mit der Vorarlberger Kraftwerke AG (seit 2019 illwerke vkw). Weitere Ladepunkte befinden sich in Liechtenstein, Frankreich und den Niederlanden.
Im Kanton Tessin wurde in Nachfolge des „Pilot- und Demonstrationsprojektes (P & D)“ Studien zu „Veicoli Elettrici Leggeri“ (auf Deutsch: LEM „Leichte Elektromobile“) von 1995 bis 2001 (VEL1) und 2001 bis 2005 (VEL2) durchgeführt. Dabei wurde ein Netz von über 100 Ladepunkten errichtet, die von RiParTI (Ricariche e Parcheggi in Ticino – Laden und Parkplätze im Tessin) verwaltet werden.

## Funktion

Park-&-Charge-Vignette 2011

Den Schlüssel, der den Zugang zu allen Park-&-Charge-Ladestationen in Europa ermöglicht, erhalten die Benutzer gegen die Entrichtung einer Depotgebühr. Die Depotgebühr wird nach der Rücksendung des Schlüssels erstattet.
Die für ganz Europa einheitliche Vignette dient zur Kennzeichnung des E-Mobils gegenüber den Vollzugsorganen und ist vom 1. Dezember des der Beitragsperiode vorangehenden Jahres bis zum 31. Januar des darauffolgenden Jahres gültig. Sie berechtigt zur Benutzung der speziell gekennzeichneten und für E-Mobile reservierten Parkflächen.
Die Vignette „+Energie“ für das laufende Jahr berechtigt den Benutzer für die ganze Beitragsperiode zum Bezug von Energie (flat rate) an allen Park-&-Charge-Ladestationen in Europa. Die Preise für die Vignetten werden von den jeweiligen Landesorganisationen festgelegt.

## Standorte
Heute bietet Park & Charge an fast 500 Standorten in der Schweiz, Deutschland, Österreich, Holland und Italien die Möglichkeit, Elektrofahrzeuge aufzuladen.

### LEMnet
Die Liste der Ladestationen von Park & Charge wurde in einer Liste den Mitgliedern zur Verfügung gestellt. Die Übersicht beinhaltete auch Ladestationen dritter Anbieter, soweit diese für die Nutzung von E-Mobilen zugänglich war.
Nach der Reorganisation von Park & Charge richtete der Verein eine offene Datenbank im Internet ein, die seit 1998 betrieben wird. Der Name LEMnet leitet sich von den damals vorherrschenden batterieelektrischen Fahrzeugtypen der Park & Charge Mitglieder ab, den Leichtelektromobilen (kurz LEM). Diese benötigen nur eine einfache Steckdose, um sie über Nacht zu laden, sodass in der LEMnet auch Standorte von Gastwirtschaften auftauchen, die mit den Haltern von Elektrofahrzeugen kooperieren.
Mit der Renaissance der Elektro-PKW entwickelte sich die LEMnet-Datenbank zu einer zentralen Übersicht von Ladestationen in Europe mit mehreren tausend Standorten, an denen Ladestationen und Steckdosen für E-Mobile zugänglich sind. Die Betreiber kommerzieller Ladestationen melden ihre Standorte auch an die LEMnet-Datenbank, der Verein kooperiert dabei 2012 schon mit 30 Anbietern. Am 26. März 2012 wurde in Jena dann eine Reorganisation beschlossen, die den Betrieb der LEMnet-Datenbank in einen eigenständigen Verein überführt, den LEMnet Europe e.V., der neben Park & Charge auch vom Kooperationsverbund E-Mobility Cluster in Mitteldeutschland getragen wird. Seit 2013 wird das LEMnet von LEMnet Europe betrieben.
| Zeitpunkt    | Anzahl Einträge |
| ------------ | --------------- |
| bis 2007     | 600             |
| bis 2010     | 2800            |
| März 2012    | 3600            |
| Oktober 2014 | 7200            |